# Pata (Waffe)

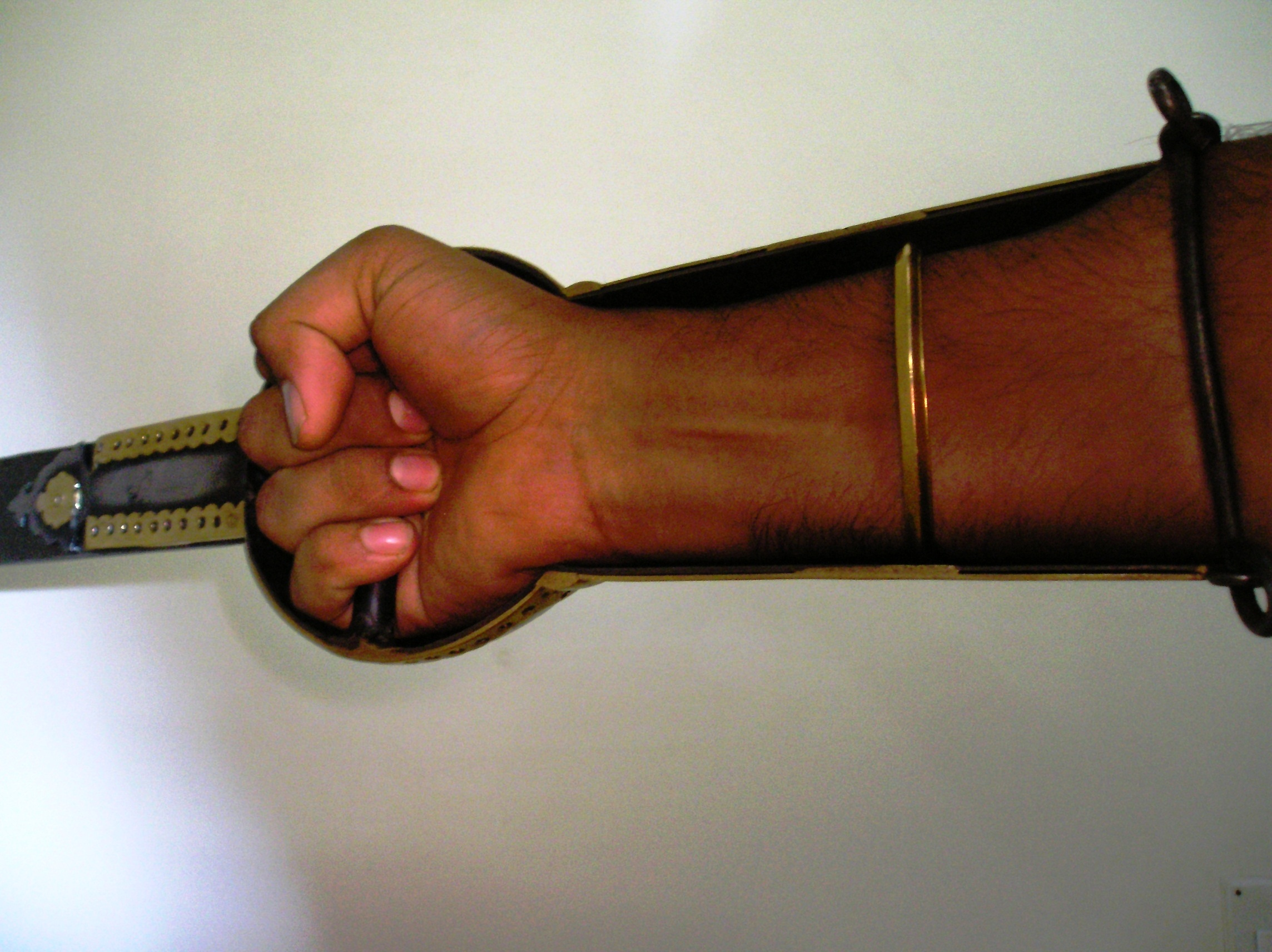
Pata Griff, Innenseite

Das Pata ist eine spätmittelalterliche und neuzeitliche Hieb- und Stichwaffe aus Indien.

## Geschichte
Die ersten Patas (Marathi dandpatta) wurden im 15. Jahrhundert aus dem Katar entwickelt. Sie wurden in ganz Indien benutzt, aber bevorzugt im Maratha-Reich (1674 bis 1818).

## Beschreibung
Das Pata ist die Weiterentwicklung des Katar. Der Griff ist im Aufbau identisch, beim Pata sind aber die gesamte Hand und auch der Unterarm des Trägers geschützt. Zu Beginn der Entwicklung wurden auf die seitlichen Armschutzbügel des Katars breitere Metallplatten aufgesetzt, um den Schutz für die Hand zu verbessern. Später kam eine weitere Platte hinzu, welche die Oberseite der Hand schützen sollte. Schließlich wurde die komplette Hand- und Unterarmaußenseite durch einen massiven Stahlmantel geschützt, der fast bis zum Ellenbogen reichte. An dem Unterarmschutz wurde ein Lederband und ein zusätzliches Metallband angebracht, um den Unterarm fester mit der Panzerung  zu verbinden.
Bei vielen Exemplaren ist der Handschutz reich graviert, mit Intarsien verziert oder vergoldet. Die Klinge des Pata ist gerade, zweischneidig und läuft spitz zu. Die Länge der Klingen beträgt zwischen 20 cm und über einem Meter.

## Verwendung
Das Pata war zu schwer und unhandlich zum normalen Fechten. Er wurde bei der Kavallerie als schwere Hiebwaffe gegen das gegnerische Fußvolk eingesetzt oder bei Reiterangriffen wie eine Lanze benutzt.